# 6042 Cheshirecat
A 6042 Cheshirecat (ideiglenes jelöléssel 1990 WW2) egy marsközeli kisbolygó. Natori Akira és Urata Takesi fedezte fel 1990. november 23-án.